# Anatoly Shapiro
Anatoly Shapiro (* 18. Januar 1913 als Anatoli Pawlowitsch Schapiro in Konstantinograd, Gouvernement Poltawa, Russisches Kaiserreich; † 8. Oktober 2005 in New York City, USA) war ein jüdischer Soldat der Roten Armee. Er war Kommandeur des Bataillons der 1. Ukrainischen Front, das als erstes das KZ Auschwitz erreichte. 

## Leben
Shapiro absolvierte das ingenieurpädagogische Institut in Saporischschja. 1935 trat er seinen Wehrdienst als Unterleutnant an. Von 1937 bis 1939 arbeitete er am Technikum des metallurgischen Kombinats Saporoschstal.
Ab 1939 war er Abgeordneter des Stadtsowjets von Saporischschja und wurde dann Vorsitzender der Planungskommission des Exekutivkomitees des Stadtsowjets.
Nach dem Überfall auf die Sowjetunion kämpfte er ab Oktober 1941 im Deutsch-Sowjetischen Krieg. Er diente in der 100. Schützendivision des 106. Infanteriekorps. Zunächst war er Zugführer und wurde später Kommandeur eines speziellen Schützenbataillons der Marineinfanterie.
Er nahm an den Verteidigungskämpfen am Kuban teil und war an der Befreiung der Städte Tuapse und Rostow am Don beteiligt. 1942 kämpfte er in der Gegend von Taganrog am Fluss Mius. Im Juli 1943 kämpfte er am Kursker Bogen, wobei er bei Prochorowka verwundet wurde. Nach seiner Genesung nahm er an der Dnepr-Karpaten-Operation teil.
Am 27. Januar 1945 erreichte Major Anatoly Shapiro als Kommandeur einer Spezialeinheit des 106. Infanteriekorps als einer der ersten Auschwitz. Seine Einheit kämpfte sich zum Lager vor, entminte die Zugänge und Shapiro öffnete das Tor zum KZ Auschwitz I.

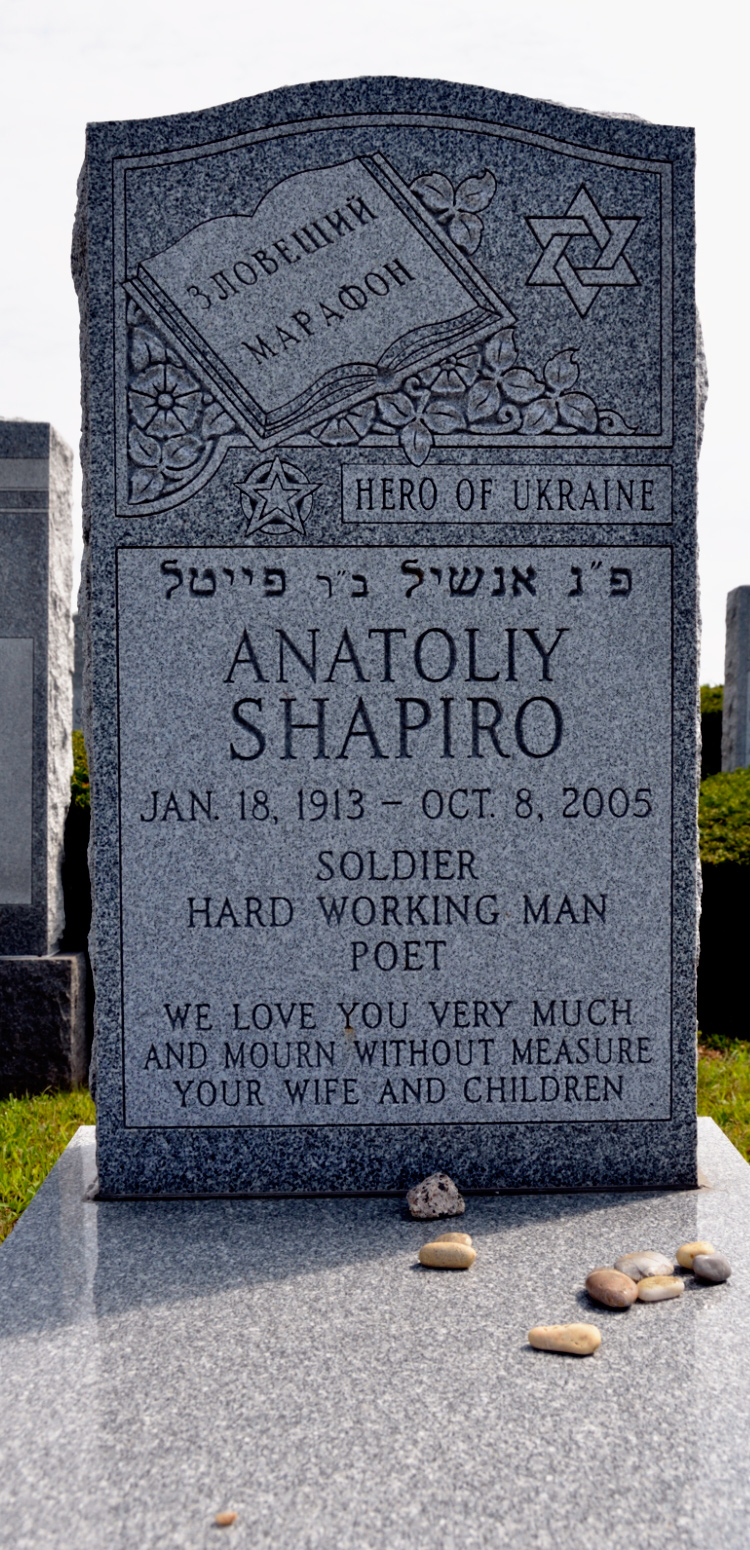
Grabstein Anatoly Shapiros

Als Teilnehmer an den Kämpfen zur Befreiung der Tschechoslowakei traf er am 9. Mai 1945 in Prag ein.
Nach dem Krieg war er Adjutant des Stabschefs der 65. Armee. 1947 wurde er demobilisiert. Er arbeitete in verschiedenen Betrieben in Saporischschja, war am Wiederaufbau des Wasserkraftwerks DniproHES, am Bau des Kraftwerks Kuibyschew und von Kraftwerken in Sibirien und Kaliningrad beteiligt.
1992 emigrierte Shapiro in die USA. Dort lebte er in New York City auf Coney Island. Er wurde auf dem jüdischen Friedhof Beth Moses in Long Island begraben.

## Auszeichnungen
- zweimal Orden des Roten Sterns
- zweimal Orden des Vaterländischen Krieges I. Klasse, Orden des Vaterländischen Krieges II. Klasse
- Verdienstkreuz der Republik Polen (2006)[2]
- am 21. September 2006 erhielt Shapiro durch Erlass des Präsidenten der Ukraine Wiktor Juschtschenko den Titel Held der Ukraine[3]

„Für persönliche Tapferkeit und heldenhafte Aufopferung, unverwüstlichen Mut im Kampf gegen die faschistischen Eroberer im Großen Vaterländischen Krieg“

## Andenken
- Am 9. Mai 2008 wurde am Gebäude des ehemaligen Exekutivkomitees der Stadt Saporischschja, wo Shapiro von 1939 bis 1941 beschäftigt war, eine Gedenktafel zu Ehren Shapiros angebracht.[5][6]
- In New York City gibt es im Klub der Holocaust-Überlebenden in Brooklyn eine Erinnerungstafel an Shapiro.